# Frederick Burr Opper

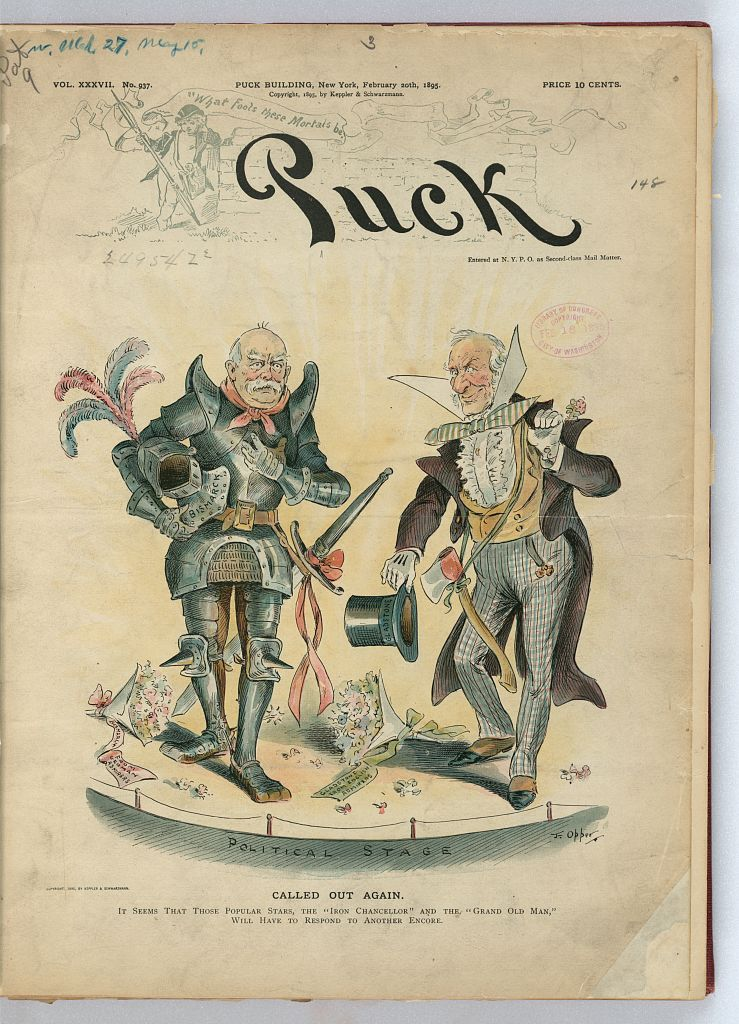
Caricatura d'Opper 1895 de Bismarck d'Alemanya i Gladstone de Gran Bretanya com a intèrprets a l'escenari polític.

Frederick Burr Opper   (Madison, 2 de gener de 1857 - New Rochelle, 28 d'agost de 1937) va ser un dels pioners de les tires còmiques dels diaris nord-americans, més conegut per la seva tira còmica Happy Hooligan. Els seus personatges còmics van aparèixer a acudits d'una sola vinyeta, portades, vinyetes de premsa i tires còmiques de revistes durant sis dècades.

## Biografia
Nascut d'immigrants austríac-americans de parla alemanya Lewis i Aurelia Burr Oppers a Madison, Ohio, Frederick era el gran de tres fills. Als 14 anys, va abandonar l'escola per treballar com a aprenent d'impressor a la Madison Gazette local, i als setze es va traslladar a la ciutat de Nova York on va treballar en una botiga i va continuar dibuixant. Va estudiar breument a Cooper Union, seguit d'un breu període com a alumne i ajudant de l'il·lustrador Frank Beard.
La primera caricatura d'Opper es va publicar a Wild Oats el 1876, seguida de dibuixos i il·lustracions a Scribner's Monthly i St. Nicholas Magazine. Va treballar com a il·lustrador a Frank Leslie's Weekly de 1877 a 1880. Aleshores, Opper va ser contractat pels editors Joseph Keppler i Adolph Schwarzmann per dibuixar a la revista Puck. Es va quedar amb Puck durant 18 anys, dibuixant de tot, des d'il·lustracions puntuals fins a portades de cromolitografia.
Opper es va casar amb Nellie Barnett el 18 de maig de 1881. I varen tenir tres fills, Lawrence, Anna i Sophia.

## Carrera

### Feliç Hooligan
El 1899, Opper va acceptar una oferta de William Randolph Hearst per a un lloc al New York Journal. La seva tira Happy Hooligan va aparèixer per primera vegada al New York Journal l'any 1900 i es va publicar fins al 1932. Hooligan era un vagabund amb un petit barret de llauna del qual la senzillesa suau i la bona naturalitat el van convertir en un èxit. En el 30è aniversari de Happy, Opper va organitzar una festa a la qual van assistir el president Hoover, l'expresident Coolidge, Charles Schwab, Alfred E. Smith i altres.
Les altres tires populars d'Opper van ser Alphonse and Gaston, And Her Name Was Maud, Howsan Lott i Our Antediluvian Ancestors. A partir de 1904, Opper va dibuixar And Her Name Was Maud, sobre la mula Maud, en còmics, llibres i animació. El 23 de maig de 1926, va posicionar And Her Name Was Maud com a Topper de Happy Hooligan, on va funcionar fins que ambdues tires van arribar a la seva conclusió el 14 d'octubre de 1932.
Les tires d'Opper eren molt populars a Itàlia, on Hooligan era el personatge de tira còmica més estimat a Itàlia abans de l'arribada de Mickey Mouse, tal com va declarar el gran poeta italià Attilio Bertolucci. El nom de Hooligan a Itàlia era Fortunello ( petita sort ), i el nom de Maud era Checca (Francy).

### Caricatures polítiques
Entre les contribucions d'Opper per a Puck hi havia una caricatura que satiritzava l'auge del sensacionalisme en el periodisme: aquesta caricatura, del 7 de març de 1894, mostra un magnat del diari (possiblement Joseph Pulitzer) obtenint els beneficis, però enganyant el públic. En aquesta caricatura política cal destacar l'ús primerenc del terme " notícies falses ".
A més, Opper va dibuixar dibuixos animats polítics influents donant suport a la campanya de Hearst contra els "trusts" amb personatges "Willie and Teddy", que representaven William McKinley i Theodore Roosevelt, "Willie and his Papa", satiritzant McKinley i "Papa Trusts", i "Nursie", una representació de l'industrial de Cleveland Mark Hanna. Els altres personatges d'Opper incloïen Mr. Common Man, que es creu que és l'origen de John Q. Public. La seva obra d'art va aparèixer a Hearst's New York Journal, Boston American, Chicago Examiner, San Francisco Examiner i Los Angeles Examiner. El 1902 va publicar "Nursery Rhymes for Infant Industries: An Alphabet of Joyous Trusts" en què cadascuna de les 26 lletres de l'alfabet començava una rima antimonopoli.
Opper també va il·lustrar llibres per a Edgar Wilson Nye, Mark Twain, Marietta Holley (és a dir: Samantha at Saratoga o Racin' After Fashion ) i Finley Peter Dunne i, a més, va publicar els seus propis llibres, inclòs Puck's Opper Book (1888), The Folks in Funnyville (1900) i Happy Hooligan Home Again (1907).
Opper era membre de diversos clubs de Nova York i pintava com a hobby. Es va jubilar l'any 1934 per problemes de vista. Va morir el 28 d'agost de 1937 a la seva casa de New Rochelle, Nova York, i va ser incinerat.
Els dibuixants Russ Westover i Alex Raymond van participar en un memorial a Opper el 29 d'agost de 1937 emès al WNEW de Nova York.

## Galeria d'imatges

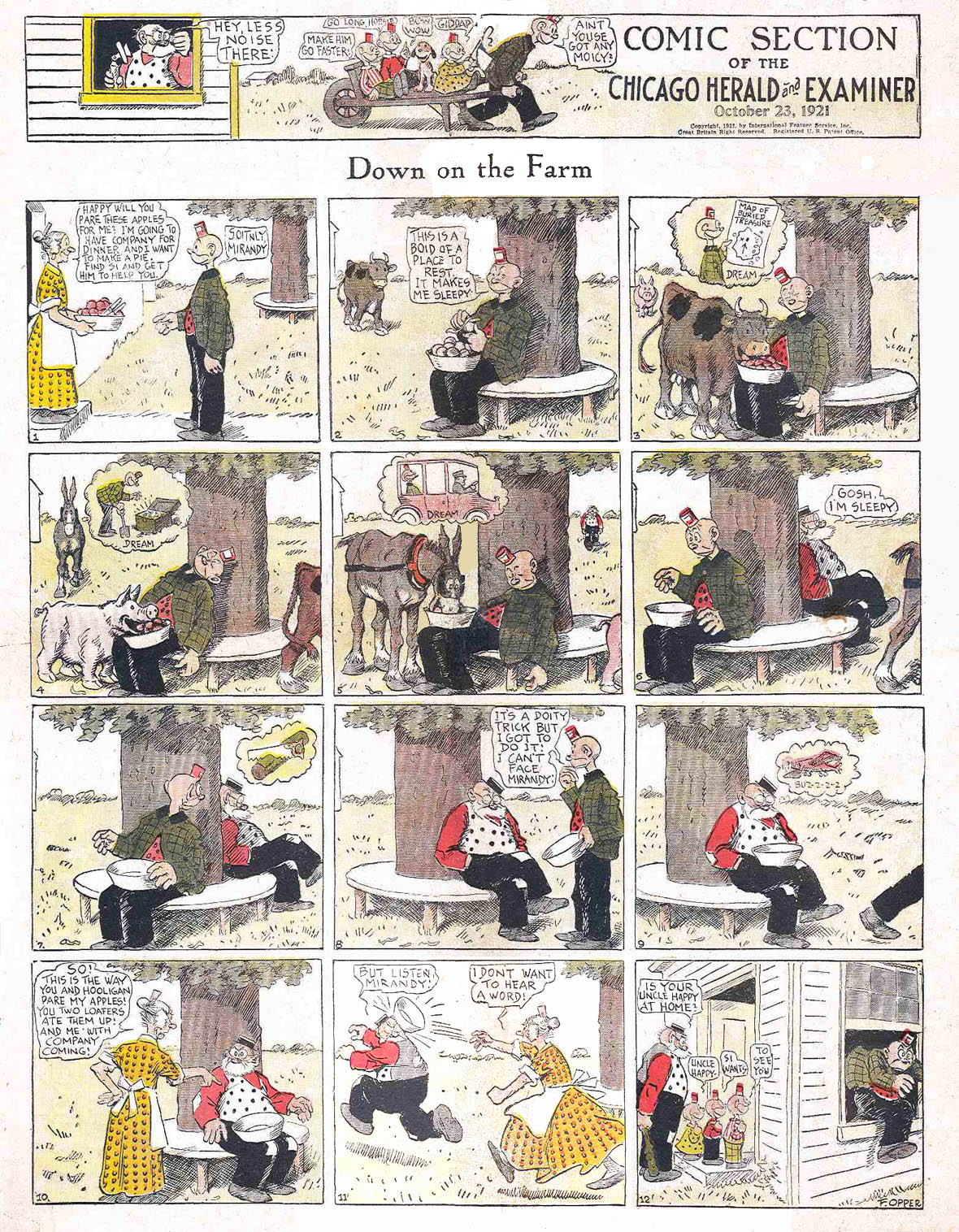
Happy Hooligan de Frederick Opper (23 d'octubre de 1921)
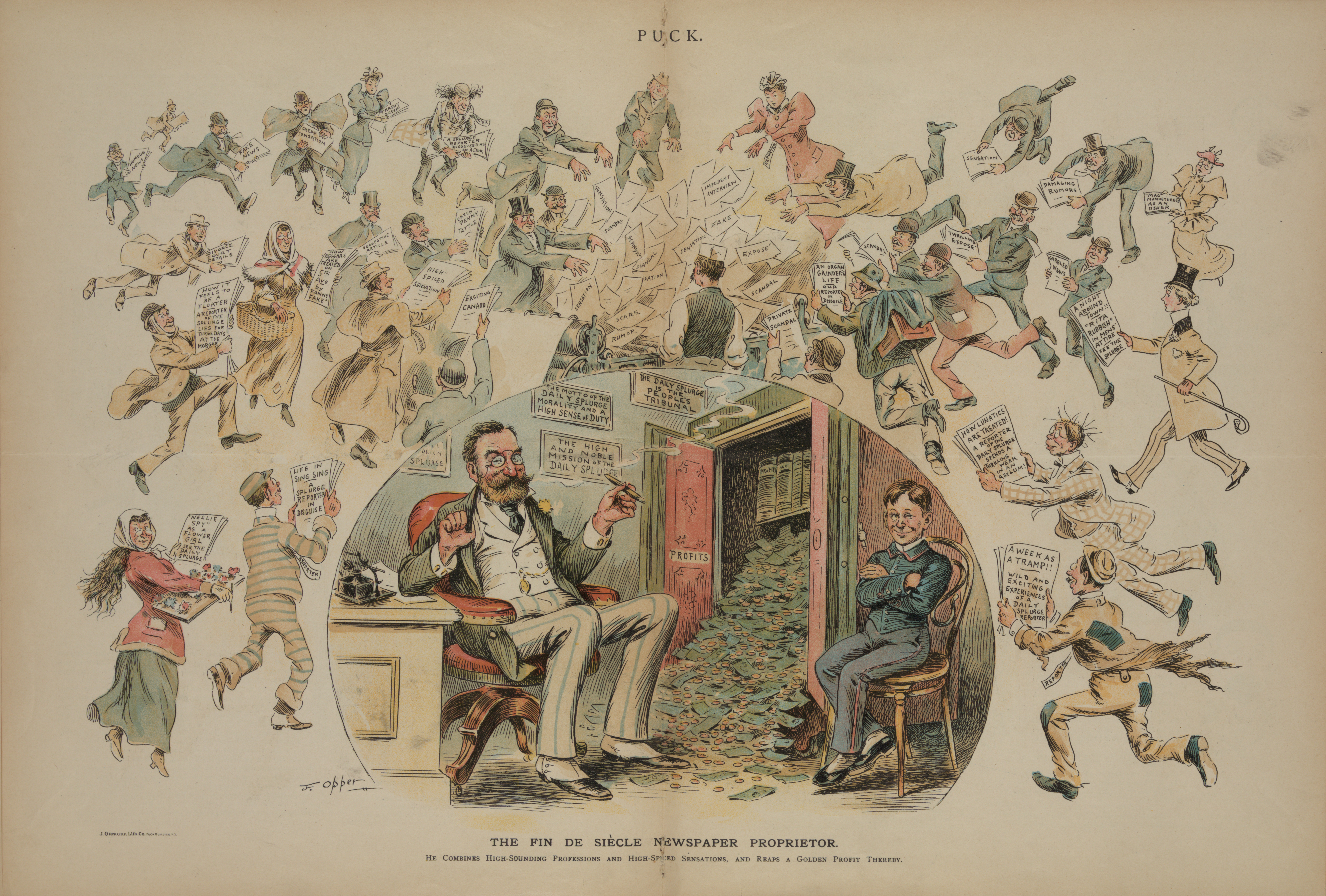
La caricatura d'Opper El propietari del diari fin de siècle va ser un dels primers ús del terme notícies falses
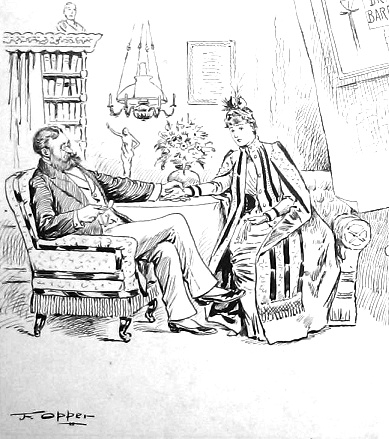
"La importància d'una barba" de Frederick Opper ( c. 1890 ) per a Puck